# Paraíso (Santa Catarina)
Paraíso is een gemeente in de Braziliaanse deelstaat Santa Catarina. De gemeente telt 4.200 inwoners (schatting 2009).

## Aangrenzende gemeenten
De gemeente grenst aan Bandeirante, Guaraciaba en São Miguel do Oeste.

### Landsgrens
En met als landsgrens aan de gemeente San Pedro in het departement San Pedro in de provincie Misiones met het buurland Argentinië.